# Perolândia
Perolândia är en kommun i Brasilien.   Den ligger i delstaten Goiás, i den centrala delen av landet, 500 km väster om huvudstaden Brasília. Antalet invånare är 2 950.
Trakten runt Perolândia består till största delen av jordbruksmark. Runt Perolândia är det mycket glesbefolkat, med 3 invånare per kvadratkilometer.